# Жильцов, Сергей Родионович
Сергей Родионович Жильцо́в (1905—1971) — советский инженер, лауреат Сталинской премии третьей степени (1946).

## Биография
После окончания МИС имени И. В. Сталина работал на Московском комбинате твердых сплавов (МКТС).
В начале июля 1941 года вместе с В. А. Ивенсеном выехал на Урал для поиска площадей и зданий для эвакуации основного производства комбината. В результате выбор пал на город Кировград (Свердловская область). С 24 октября 1941 года главный инженер на строительстве завода, затем начальник цеха Кировградского завода твёрдых сплавов.
После войны — инженер треста твёрдых сплавов.
Умер в 1971 году. Похоронен в Москве на Введенском кладбище (участок № 13).

## Признание
- Сталинская премия третьей степени (1946) — за создание новых образцов боеприпасов и разработку технологии их производства
- орден «Знак Почёта» (25.7.1942).